# Party na słodko
Party na słodko (ang. The Anniversary Party) – amerykański dramat obyczajowy z 2001 roku.

## Fabuła
Joe Therrian (Alan Cumming) jest pisarzem, a jego żona Sally (Jennifer Jason Leigh) - aktorką. Właśnie pogodzili się po trwającej rok separacji. By to uczcić, postanawiają zorganizować przyjęcie dla przyjaciół. Wśród zaproszonych gości są były amant filmowy Cal (Kevin Kline) i jego była żona Sophia (Phoebe Cates), która porzuciła aktorstwo, aby zająć się wychowaniem dzieci. Na przyjęciu pojawiają się również dobrze zapowiadający się reżyser Mac Forsyth (John C. Reilly) i jego rozhisteryzowana partnerka Clair (Jane Adams), oraz seksowna artystka Gina (Jennifer Beals), która kiedyś miała gorący romans z panem domu. Zjawia się też sympatyczny Levi (Michael Panes), który zabawia gości. Do tego grona dołącza również para sąsiadów państwa Therrianów - Ryan (Denis O’Hare) i Monica (Mina Badie) Rose, którzy widzą świat w krzywym zwierciadle. Wkrótce między niedawno pogodzonymi gospodarzami przyjęcia dochodzi do pierwszego konfliktu. Przyczyną jest piękna Skye Davidson (Gwyneth Paltrow), największa rywalka Sally, którą Joe zaprosił na imprezę.

## Główne role
- Alan Cumming jako Joe Therrian
- Jennifer Jason Leigh jako Sally Nash
- Owen Kline jako Jack Gold
- Jane Adams jako Clair Forsyth
- Mina Badie jako Monica Rose
- Jennifer Beals jako Gina Taylor
- Gwyneth Paltrow jako Skye Davidson
- Mary Lynn Rajskub jako Mary-Lynn
- Parker Posey jako Judy Adams
- John Benjamin Hickey jako Jerry Adams
- Phoebe Cates jako Jack Gold
- Kevin Kline jako Cal Gold
- John C. Reilly jako Mac Forsyth
- Denis O’Hare jako Ryan Rose